# Hội nghị thượng đỉnh Nga – Mỹ năm 2025
Hội nghị thượng đỉnh Nga–Mỹ năm 2025 (2025 Russia–United States Summit) hay còn gọi là Thượng đỉnh Trump-Putin (Trump–Putin Summit) là cuộc gặp được lên lịch giữa Tổng thống Mỹ Donald Trump và Tổng thống Nga Vladimir Putin diễn ra tại Căn cứ Liên hợp Elmendorf–Richardson ở Anchorage, Alaska vào ngày 15 tháng 8 năm 2025. Đây là cuộc gặp mặt trực tiếp đầu tiên giữa hai nhà lãnh đạo kể từ khi ông Trump tái đắc cử năm 2024 và là cuộc gặp thượng đỉnh độc lập đầu tiên kể từ năm 2018 tại Helsinki và là cuộc gặp đầu tiên giữa hai người với tư cách là tổng thống đương nhiệm kể từ cuộc gặp lần chót vào năm 2019 tại Osaka. 
Nội dung chính của hội nghị lần này tập trung vào cuộc chiến đang diễn ra tại Ukraina, với mục tiêu của ông Trump là tìm kiếm một giải pháp để chấm dứt xung đột. Ngoài ra, các vấn đề an ninh rộng hơn, bao gồm khả năng gia hạn Hiệp ước New START về kiểm soát vũ khí hạt nhân, cũng được đưa vào chương trình nghị sự. Đây dự kiến là cuộc gặp đầu tiên do Hoa Kỳ tổ chức giữa tổng thống Nga và Hoa Kỳ kể từ năm 2007, khi ông Putin gặp George W. Bush tại Maine. Ông Trump đã tuyên bố công khai trước báo giới vào ngày 7 tháng 8 năm 2025 rằng Putin không cần thiết phải gặp tổng thống Ukraina Volodymyr Zelenskyy. Ông cũng cho biết cả hai bên sẽ phải nhượng bộ, nhưng một nguồn tin từ Điện Kremlin cho biết Nga có thể dừng chiến tranh nếu họ tiếp quản Đông Ukraina. 
Ngày 15 tháng 8 năm 2025 (giờ Mỹ), Tổng thống Nga Vladimir Putin đã lên máy bay trở về nước sau cuộc gặp thượng đỉnh kéo dài gần ba giờ với Tổng thống Mỹ Donald Trump tại Alaska. Sau cuộc họp báo chung với ông Trump, ông Putin rời Căn cứ Liên hợp Elmendorf-Richardson, vẫy tay chào trước khi khởi hành trở về Nga. Tổng thống Putin mô tả cuộc đàm phán là “xây dựng và hữu ích” diễn ra trong “một bầu không khí tôn trọng lẫn nhau”.

## Bối cảnh
Tháng 2 năm 2022, Nga và Ukraine xảy ra xung đột vũ trang. Trong cuộc bầu cử tổng thống năm 2024, ứng cử viên Donald Trump đã vận động tranh cử với lời hứa sẽ chấm dứt xung đột vào ngày đầu tiên nhậm chức. Vào ngày 12 tháng 2, ông đã có một cuộc điện đàm bất ngờ với Putin, dẫn đến các cuộc đàm phán giữa Nga và Hoa Kỳ lần đầu tiên kể từ cuộc xung đột. Cuối tháng, Ngoại trưởng Hoa Kỳ Marco Rubio gặp Bộ trưởng Ngoại giao Nga Sergey Lavrov tại Ả Rập Xê Út. Trong những tháng tiếp theo, Trump tiếp tục liên lạc với Putin qua các cuộc gọi và bài đăng trên Truth Social.
Tổng thống Putin và Zelensky dự kiến đàm phán trực tiếp tại Istanbul vào ngày 15 tháng 5, và Trump cho biết ông cũng sẽ có mặt. Tuy nhiên, Putin đã không tham dự. Trump nói rằng ông tin rằng lý do duy nhất khiến Putin không tham dự là vì có mặt Zelensky, nói rằng các cuộc đàm phán hòa bình chỉ có thể diễn ra nếu ông và Putin gặp nhau.
Ngày 28 tháng 5, Trump nói rằng ông biết trong vòng hai tuần tới liệu Putin có nghiêm túc về việc chấm dứt chiến tranh hay không. Từ tháng 5 đến tháng 7, các cuộc tấn công bằng tên lửa và máy bay không người lái của Nga vào Ukraine tăng lên đáng kể, khiến cho Trump chỉ trích Putin trên các bài đăng của mình, và được Điện Kremlin nhận xét rằng các nhận xét đó chỉ là cảm tính.
Ngày 14 tháng 7, Trump tuyên bố rằng Hoa Kỳ sẽ áp đặt thêm các lệnh trừng phạt đối với Nga và áp thuế 100% đối với các quốc gia vẫn mua dầu của Nga nếu Putin không đồng ý chấm dứt chiến tranh trong 50 ngày tới. Vào ngày 28 tháng 7, Trump tuyên bố rằng thời hạn rút xuống còn 10 hoặc 12 ngày, với lý do không có tiến triển trong các cuộc đàm phán. Trước thời hạn đã định 2 ngày, ngày 6 tháng 8, Đặc phái viên Hoa Kỳ Steve Witkoff đã gặp Putin tại Moscow. Sau cuộc họp, Tổng thống Trump tuyên bố ông sẽ rất sớm gặp mặt Putin. Khi hết thời hạn đã định, Trump không áp lệnh mà tuyên bố rằng ông sẽ tiếp đón Putin tại Alaska vào ngày 15 tháng 8.

### Căng thẳng vũ khí hạt nhân
Ngày 31 tháng 7 năm 2025, cựu Tổng thống Nga và Phó Chủ tịch Hội đồng An ninh Quốc gia Nga Dmitry Medvedev đã đăng một bài viết trên Telegram cảnh báo Tổng thống Trump về mối đe dọa "Bàn tay Tử thần", ám chỉ cơ chế phóng hạt nhân tự động của Liên Xô. Đến ngày 1 tháng 8, Tổng thống Trump tuyên bố đã điều động hai hàu ngầm hạt nhân về phía Nga để đáp trả mối đe dọa trên.
Ngày 4 tháng 8 , Nga tuyên bố rằng mình "không còn coi mình bị ràng buộc" bởi Hiệp ước Lực lượng Hạt nhân Tầm trung 1987, hiệp ước mà Hoa Kỳ đã rút khỏi vào năm 2019. Ngay hôm sau, một máy bay phát hiện hạt nhân Boeing WC-135R Constant Phoenix đã bay ở gần bán đảo Kola. Các nhà phân tích sau đó cho biết chuyến bay có thể báo hiệu một cuộc thử nghiệm sắp tới đối với tên lửa hành trình có khả năng mang đầu đạn hạt nhân 9M730 Burevestnik, từng được thử nghiệm tại Arkhangelsk.

## Trước hội nghị
Sau cuộc gặp của Steve Witkoff tại Moscow, Trump tuyên bố rằng Putin không cần phải gặp Zelensky. Ông cũng nói rằng cả hai bên sẽ phải nhượng bộ. Một nguồn tin sau đó từ Điện Kremlin cho biết Nga có thể ngừng chiến nếu họ tiếp quản Đông Ukraine.
Ngày 8 tháng 8, Trump đã tuyên bố trên Truth Social rằng ông đang có kế hoạch gặp Putin ở Alaska. Trợ lý Điện Kremlin Yuri Ushakov sau đó đã xác nhận về cuộc họp, cho biết rằng Alaska là địa điểm phù hợp. Việc Alaska được chọn có thể vì vị trí của nó nằm giữa hai thủ đô, với việc Hoa Kỳ không tham gia vào Quy chế Rome để thực hiện lệnh bắt giữ Putin của Tòa án Hình sự Quốc tế, cũng như vì tầm quan trọng lịch sử của nó với các hoạt động của người Nga tại đây.
Ngày 14 tháng 8, Ushakov thông báo rằng phái đoàn Nga tham dự sẽ bao gồm ông, Bộ trưởng Ngoại giao Sergey Lavrov, Bộ trưởng Quốc phòng Andrey Belousov, Bộ trưởng Tài chính Anton Siluanov và Đặc phái viên Tổng thống về Đầu tư nước ngoài và Hợp tác kinh tế Kirill Dmitriev. Trước hội nghị diễn ra, Putin đề xuất các cuộc đàm phán có thể sẽ bao gồm các hiệp ước vũ khí hạt nhân, chẳng hạn như việc gia hạn Hiệp ước New START sắp hết hạn vào tháng 2 năm 2026. Các cuộc biểu tình ủng hộ Ukraine và phản đối Trump và Putin cũng đã diễn ra. Hành động của Bộ trưởng Ngoại giao Nga Lavrov đáng chú ý khi đến khách sạn của mình mặc một chiếc áo nỉ màu trắng ghi CCCP bên trong chiếc áo khoác; động thái này được tờ The Guardian mô tả là một "hành động troll không mấy tinh vi".

## Hội nghị

### Gặp gỡ

Tổng thống Putin xuống máy bay.
Trump và Putin bắt tay trò chuyện.
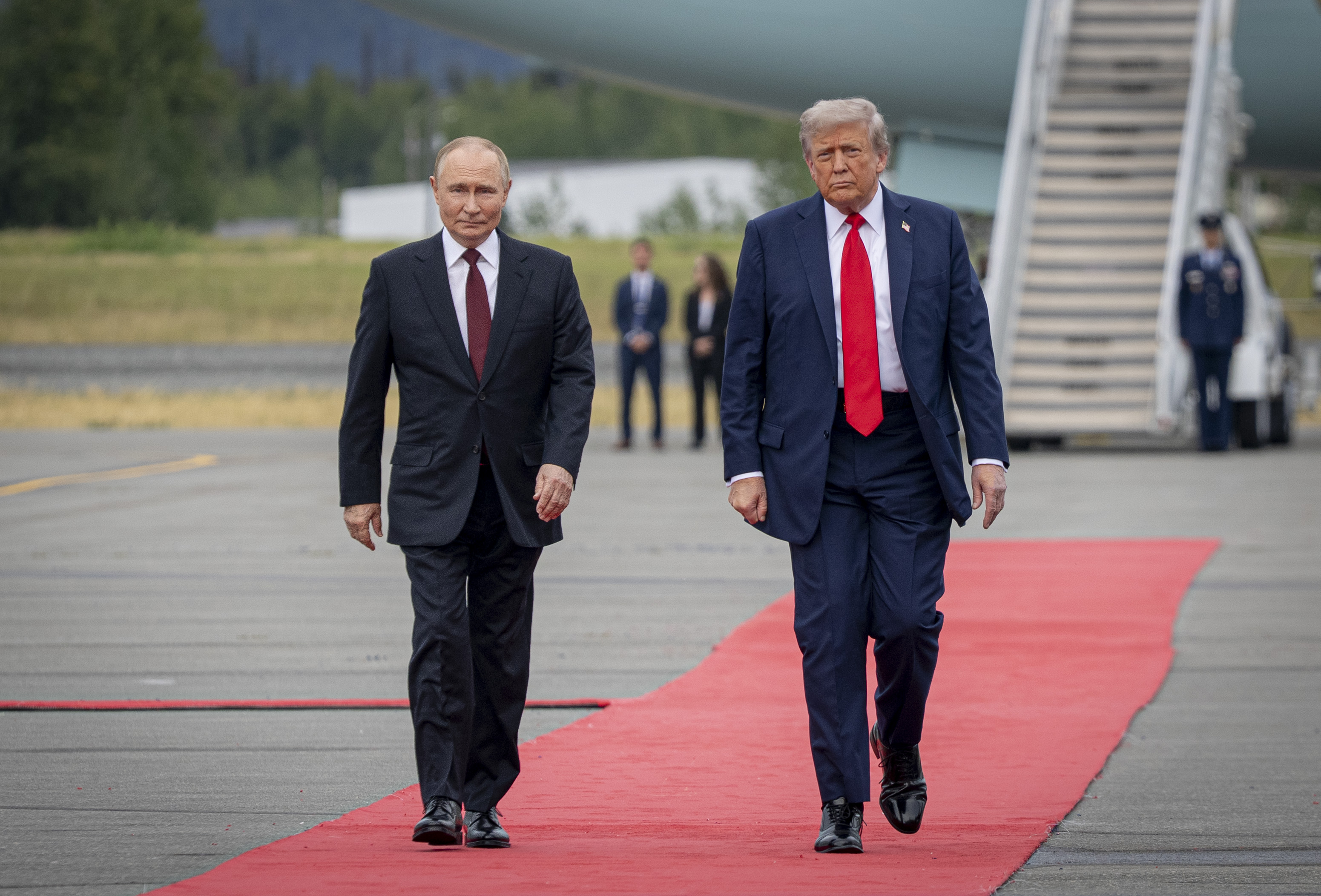
Trump và Putin bước đến bục phát biểu.
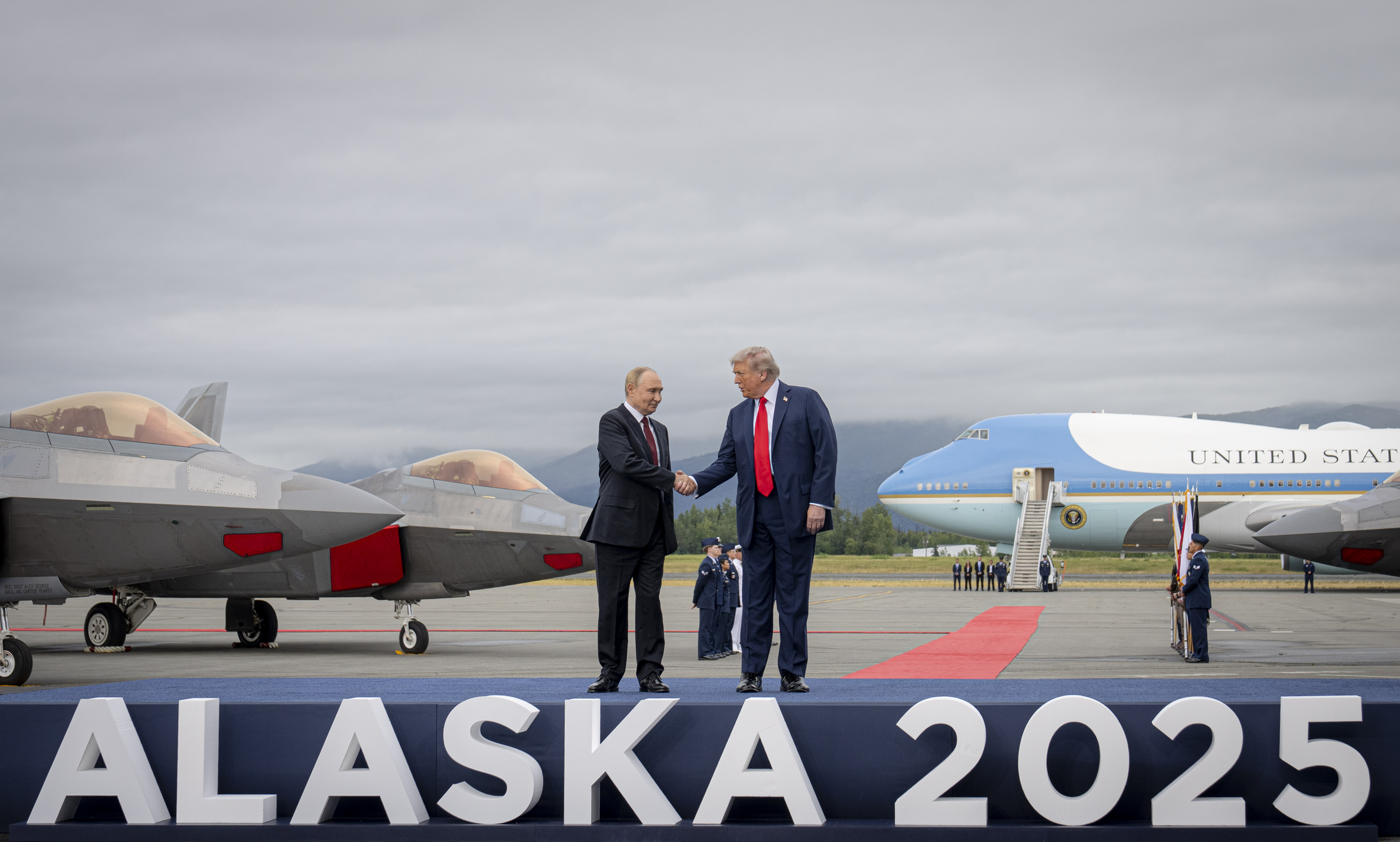
Trump và Putin bắt tay nhau trên bục phát biểu.

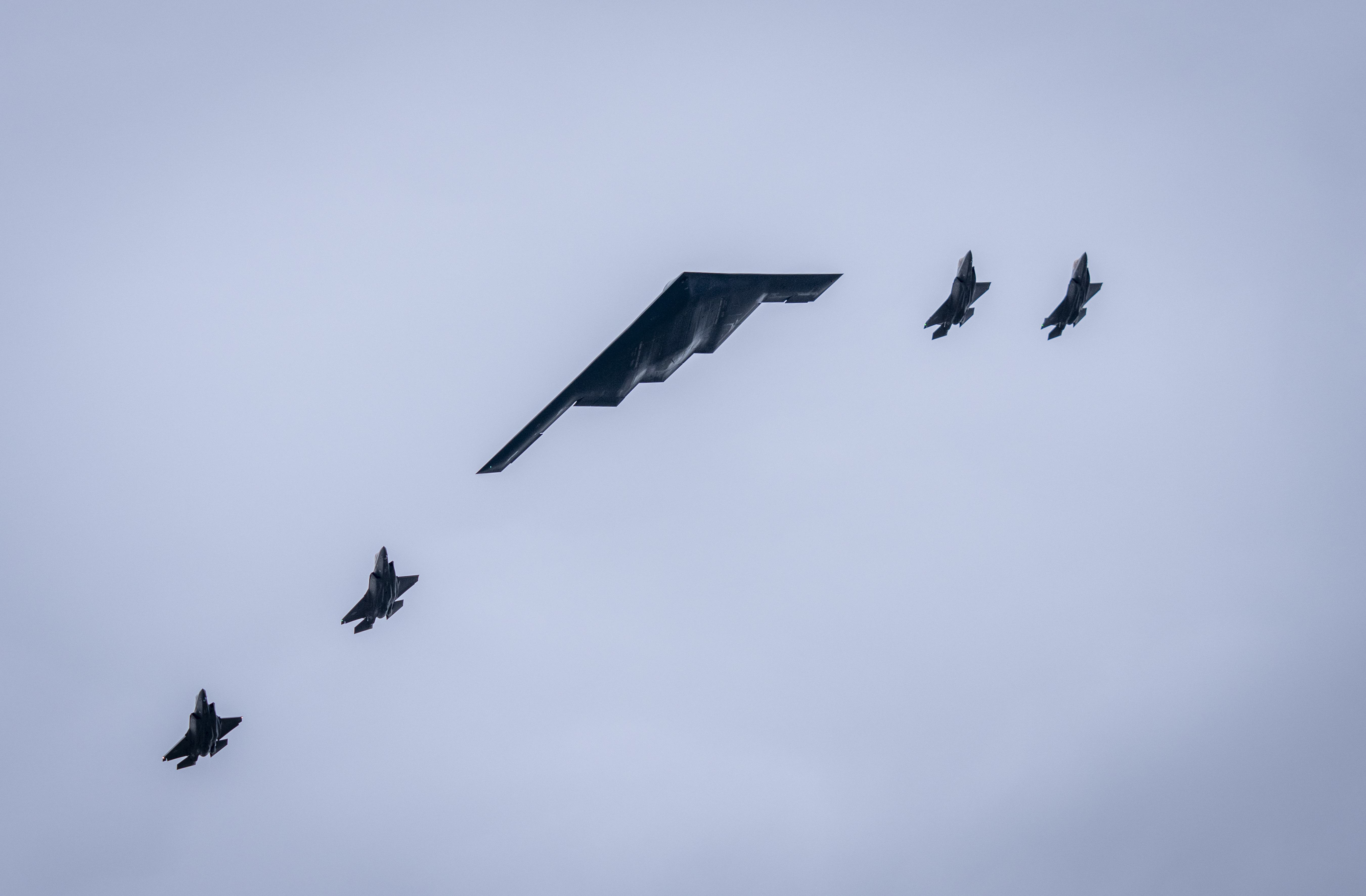
Đội hình máy bay di chuyển.

Căn cứ Liên hợp Elmendorf–Richardson ở Anchorage, Alaska, là địa điểm diễn ra hội nghị thượng đỉnh. Một tấm thảm đỏ hình chữ L được trải ra để các nhà lãnh đạo đi đến một bục phát biểu có dòng chữ "ALASKA 2025" với bốn máy bay chiến đấu F-22 Raptor xếp chéo xung quanh. Air Force One chở Trump đã hạ cánh xuống căn cứ lúc 10:22 sáng giờ Alaska. Thư ký báo chí Karoline Leavitt đã thông báo khi hạ cánh rằng cuộc gặp sẽ không còn là một đối một giữa Trump và Putin nữa mà sẽ là ba đối ba với Ngoại trưởng Marco Rubio, Đặc phái viên Steve Witkoff tham gia cùng Tổng thống Trump với Trợ lý Đối ngoại Yury Ushakov và Bộ trưởng Ngoại giao Sergey Lavrov tham gia cùng Tổng thống Putin. Chiếc Ilyushin Il-96 chở Putin hạ cánh xuống Căn cứ Không quân lúc 10:55 sáng. Cả hai người đều xuống máy bay vào khoảng 11:08 sáng, bắt tay trên thảm đỏ và tạo dáng trên bục sân khấu để chụp ảnh trước khi bắt tay lại và bước vào xe riêng của tổng thống để di chuyển đến địa điểm họp. Khi hai người đứng trên sân khấu, máy bay chiến đấu F-22 của Không quân Hoa Kỳ và một máy bay ném bom tàng hình B-2 di chuyển trên đầu. Russia 24 đưa tin rằng Trump đã mời Putin đi cùng ông trên xe, từ chối chiếc limousine Aurus theo kế hoạch.

### Hội đàm và họp báo

Trump và Putin đối thoại.
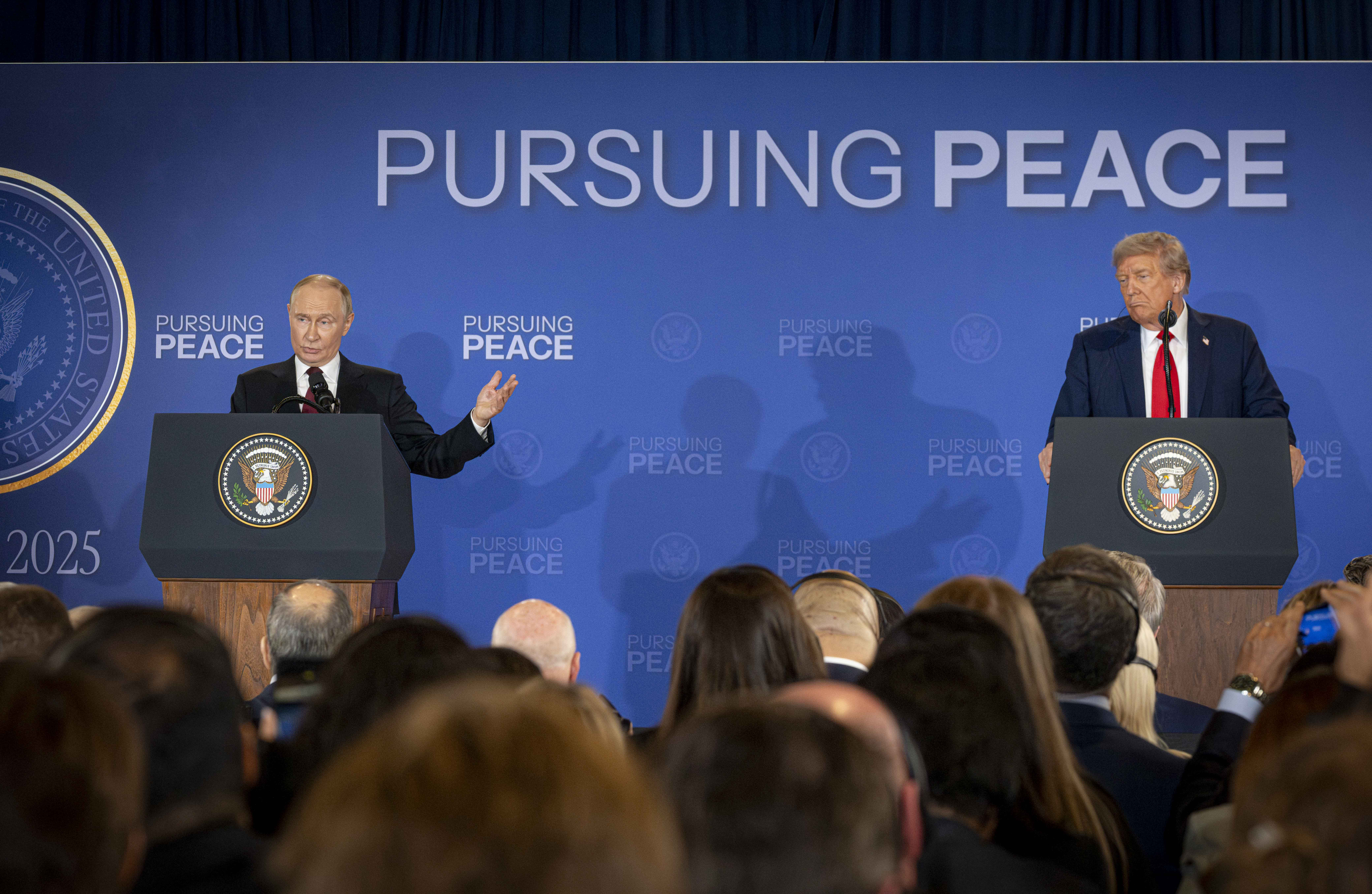
Trump và Putin tại cuộc họp báo.

Cuộc họp bắt đầu vào khoảng 11:32 sáng và kết thúc lúc khoảng 2:18 chiều, tại phòng họp có tấm biển dòng chữ "PERSUING PEACE". Cuộc họp báo sau đó với hai nhà lãnh đạo bắt đầu vào khoảng 2:58 chiều, sớm hơn dự kiến. Bắt đầu cuộc họp báo, Putin thừa nhận rằng quan hệ Nga - Mỹ đã bị ảnh hưởng trong những năm gần đây và một cuộc gặp giữa hai quốc gia đã bị trì hoãn từ lâu. Putin lưu ý rằng các cuộc đàm phán đã được tổ chức theo cách "tôn trọng, tiến triển và tôn trọng lẫn nhau". Tổng thống Trump bắt đầu phát biểu của mình bằng cách nói rằng ông "luôn có mối quan hệ tuyệt vời với Tổng thống Putin" nhưng bị cản trở bởi thuyết "trò lừa bịp của Nga". Putin cũng thừa nhận thỏa thuận của ông với Tổng thống Trump rằng phải đảm bảo được an ninh của Ukraine. Khi cuộc họp kết thúc, cả hai tuyên bố không nhất trí về lệnh ngừng bắn và không nhà lãnh đạo nào trả lời các câu hỏi của báo chí.